# Paramixogaster
Paramixogaster (лат.) — род мух-журчалок из подсемейства Microdontinae (Syrphidae). Афротропика, Азия и Австралия. Мирмекофилы. Известно около 25 видов.

## Распространение
Афротропика, Азия и Австралия.

## Описание
Мелкие мухи (около 1 см), стройные имитаторы ос, с более или менее сжатым брюшком и длинными усиками. Как и большинство других Microdontinae, но в отличие от большинства других мух-журчалок (Syrphidae), мухи этого рода, как известно, не посещают цветы. Личинки большинства видов неизвестны, но несколько африканских и австралийских видов были найдены в гнёздах муравьев, принадлежащих к подсемействам Formicinae и Myrmicinae. Личинка восточного вида Paramixogaster vespiformis (de Meijere, 1908) была найдена вместе с видом из подсемейства Dolichoderinae.
Paramixogaster имеют отросток на жилке R4+5, отсутствующий у близкого рода Mixogaster.
Paramixogasterэто один из двух родов подсемейства Microdontinae, сочетающих голый постпронотум с суженным брюшком. Единственным другим родом, к которому применимо такое сочетание признаков, является неотропический род Ceriomicrodon Hull, 1937. Этот таксон отличается от Paramixogaster широко закруглённым заднеапикальным углом крыловой ячейки r4+5 (угловатым у Paramixogaster), а также длинным и хлыстообразным дорсальным отростком фаллуса (коротким и таким же длинным, как вентральный отросток у Paramixogaster). У двух африканских видов брюшко не имеет чёткого сужения при дорсальном виде, но тергит 2 дорсовентрально уплощён, из-за чего брюшко кажется суженным при латеральном виде. Из Юго-Восточной Азии такие виды не известны.

## Классификация
Известно около 25 видов. Род Paramixogaster был впервые выделен в 1923 году итальянским энтомологом Энрико Брунетти (Enrico Adelelmo Brunetti)а после того, как он признал, что Mixogaster vespiformis Brunetti, 1913, вид, который он описал из Индии десятью годами ранее, не очень хорошо вписывается в род Mixogaster Macquart, 1842 из Нового Света. В течение XX века в Paramixogaster были включены ещё только два вида: P. icariiformis Pendlebury, 1927 из полуостровной Малайзии и P. wegneri Keiser, 1964 из Амбона (Индонезия, Молуккские острова). Последний вид был включён в видовые каталоги как Юго-Восточной Азии, так и Австралазийского региона.
- P. acantholepidis (Speiser, 1913)
- P. aphritinus (Thomson, 1869)
- P. brunetti Reemer, 2013[5] (новое имя для Mixogaster vespiformis Brunetti, 1913)
- P. contractus (Brunetti, 1923)[4]
- P. conveniens (Brunetti, 1923)[4]
- P. crematogastri (Speiser, 1913)
- P. daveyi (Knab & Malloch, 1912)
- P. decipiens (Meijere, 1917)
- P. elisabethae (Keiser, 1971)
- P. fujianensis Cheng, 2012
- P. gayi (Paramonov, 1957)
- P. halmaherensis  Reemer, 2024[2]
- P. huoi  Reemer, 2024[2]
- P. icariiformis Pendlebury, 1927
- P. illucens (Bezzi, 1915)
- P. indicus (Doleschall, 1857)
- P. jubata  Reemer, 2024[2]
- P. kodaiana  Sankararaman & Reemer, 2024[2]
- P. sulawesiana  Reemer, 2024[2]
- P. luxor (Curran, 1931)
- P. odyneroides (Meijere, 1908)
- P. omeanus (Paramonov, 1957)[6]
- P. petiolata (Hull, 1944)
- P. piptotus Reemer, 2013[5]
- P. praetermissus (Ferguson, 1926)
- P. sacki Reemer, 2013[5] (новое имя для Myxogaster variegata Sack, 1922)
- P. trifasciatus Ssymank & Reemer, 2016[7]
- P. variegatus (Walker, 1852)
- P. vespiformis (Meijere, 1908)
- P. wegneri Keiser, 1964
- P. yunnanensis Cheng, 2012[8]